# Contraccezione post-coitale
La contraccezione post-coitale, detta anche contraccezione di emergenza o contragestione, è l'utilizzo di metodi contraccettivi successivamente a un rapporto sessuale non protetto al fine di evitare l'instaurarsi di una gravidanza.

## Metodi di contraccezione di emergenza
Attualmente, i mezzi efficaci di contraccezione post-coitale sono:
- La pillola del giorno dopo, a base di estroprogestinici, da somministrarsi entro 72 ore dal rapporto non protetto. L'efficacia è massima se viene utilizzata entro le prime 24 ore, per poi decrescere del 50% ogni 12 ore successive[1];
- La spirale intrauterina da utilizzarsi entro cinque giorni dal rapporto non protetto. Si tratta di un metodo estremamente efficace, ma è tuttavia caratterizzato da effetti collaterali rilevanti[1];
- Il danazolo, un ormone semisintetico, da somministrarsi entro 72 ore dal rapporto non protetto. La sua efficacia è tuttavia modesta e possiede un effetto teratogeno[1];
- L'ulipristal acetato[1], anche chiamato "pillola dei cinque giorni dopo", deve essere appunto somministrato entro cinque giorni dal rapporto non protetto[2];
- Il mifepristone o "RU 486", utilizzato anche come farmaco abortivo nel dosaggio di 600 mg, può essere somministrato, come contraccettivo d'emergenza, con una singola dose di 200 mg entro 48 ore dal rapporto non protetto[1].

## Meccanismi d'azione
I principi su cui si basa il funzionamento possono essere:
- soppressione dell'ovulazione
- ispessimento della mucosa cervicale, rendendo così difficoltoso il passaggio degli spermatozoi attraverso la cervice
- modificazione all'endometrio rendendolo inadatto alle gravidanze, impedendo che l'ovulo eventualmente fecondato possa impiantarvisi